# Tjarko van der Pol
Tjarko van der Pol (Beverwijk, 23 november 1983) is een Nederlandse illustrator. Hij is bekend van werk voor NRC Media en Trouw.

## Biografie
Van der Pol volgde de opleiding tot beeldend kunstenaar aan de Koninklijke Academie van Beeldende Kunsten in Den Haag. Hij woont en werkt in Beverwijk. In 2016 debuteerde Van der Pol met het kinderboek Pretpark de Poepfabriek. Hierna verschenen onder andere de kinderboeken Het Hersenhotel van Marja Baseler en Annemarie van den Brink, Hadden de Grieken al raketten? van Govert Schilling en het prentenboek Ik wil een ander bed.
Zijn boeken zijn in vele landen verschenen o.a. Duitsland, Spanje, Zweden, Rusland, Hongarije, China, Taiwan, Japan en Zuid-Korea. 

## Werk

### Animatie
Voor het Koninklijk Concertgebouworkest animeerde Van der Pol de derde akte van Die Walküre, onder leiding van Valery Gergiev. Deze uitvoering ging in december 2016  in première in het Koninklijk Concertgebouw van Amsterdam.

### Boeken
- 2024 - BAM! Ik lees - Hee, het heelal, Floor Tinga. ISBN 978-90-622-2338-1
- 2024 - Naar de maan, Govert Schilling. ISBN 978-90-210-4477-4
- 2023 - Kasteel Hartenstein, Annemarie van den Brink, Marja Baseler. ISBN 978-90-210-3385-3
- 2022 - Dwars door tijd en ruimte, Yannick Fritschy ISBN 978-90-5712-523-2
- 2021 - Ik wil een ander bed. ISBN 978-90-245-9227-2
- 2020 - Hadden de Grieken al raketten?, Govert Schilling. ISBN 978-90-245-8996-8
- 2019 - Het Hersenhotel, Annemarie van den Brink, Marja Baseler. ISBN 978-90-245-8571-7
- 2018 - Stinkende windjes, Afran Groenewoud. ISBN 978-90-245-8307-2
- 2018 - Rotbeesten, Gemma Venhuizen. ISBN 978-90-245-8161-0
- 2016 - Pretpark de Poepfabriek, Annemarie van den Brink, Marja Baseler. ISBN 978-90-245-7301-1